# Tamias senex
Tamias senex е вид бозайник от семейство Катерицови (Sciuridae).